# هلان (ورغاهان)
هلان (بالفارسية: هلان) هي منطقة سكنية تقع في إيران في قسم ورغاهان الریفي. يقدر عدد سكانها بـ 99 نسمة .